# Antarctonemertes belgica
Antarctonemertes belgica är en djurart som tillhör fylumet slemmaskar, och som först beskrevs av Heinrich Bürger 1904.  Antarctonemertes belgica ingår i släktet Antarctonemertes och familjen Tetrastemmatidae. Inga underarter finns listade i Catalogue of Life.